# Georg Trakl
Georg Trakl (Salzburgo, Imperio austrohúngaro, 3 de febrero de 1887-Cracovia, Imperio austrohúngaro —actualmente Polonia—, 3 de noviembre de 1914), fue un poeta austriaco, en lengua alemana; uno de los iniciadores de las vanguardias y el expresionismo literario.

## Biografía
Su padre, Tobias, era un luterano comerciante en ferretería, su madre, Maria Halik era una católica con orígenes eslavos, melómana y coleccionista de antigüedades.  Georg tuvo seis hermanos: Wilhelm (de un matrimonio anterior del padre), Gustav, Maria, Hermine, Friedrich y Margarethe (Gretl).
Tras una infancia serena y acomodada, que pasó jugando con su hermana menor Gretl (1891-1917), aprendiendo música (ambos hermanos tocaban juntos el piano) y literatura, terminó por iniciar una relación incestuosa con ella que marcó seriamente el resto de su vida.
Tras cursar el gymnasium (los estudios medios) en el Salzburg Staatsgymnasium donde estudió principalmente griego, latín y matemáticas, en 1904 no pudo superar el examen final. En ese mismo año inició decididamente su actividad poética. En 1905 comenzó a trabajar en una farmacia llamada Zum Weißen Engel ("El ángel blanco", cuya denominación parece obedecer a la venta de cocaína, droga entonces legal). El hecho de tener a su alcance diversas sustancias psicotrópicas como opio, morfina y cocaína facilitó el desarrollo de su drogadicción. Acentuó su cultura literaria leyendo a su admirado Hölderlin, y además a Baudelaire, Nietzsche, Rimbaud, Maeterlinck, Dostoievsky, Ibsen y Strindberg; inició una vida bohemia al formar parte del círculo poético Apollo; en esa época redactó también artículos para el diario local Salzburger Volkszeitung ("Periódico del pueblo salzburgués") e hizo representar sin éxito los dramas: Totentag ("Día de muertos") –(1904)– y Fata Morgana (1906), así como una tragedia, Don Juans Tod ("La muerte de Don Juan") en 1908. En este mismo año publicó en el diario salzburgués su primer poema: Das Morgenlied ("Canto matinal").
Tras lograr concluir los estudios del Gymnasium se inscribió en la Universidad de Viena donde cursó la carrera de farmacia y obtuvo en 1910 el diploma de Magister Farmaciae (maestro farmacéutico); por ello el servicio militar le destinó a una unidad sanitaria entre 1910 y 1911.
Regresó a Salzburgo en septiembre de 1911 y en 1912 obtuvo un empleo en el hospital militar de Innsbruck, en donde conoció a Ludwig von Ficker, fundador de la revista Der Brenner ("El Fanal", o "El Incendiario", nombre también del principal puerto de montaña entre Austria e Italia en el Tirol). Se trataba de una revista de vanguardia literaria en la que en mayo del citado 1912 publicó varias de sus principales poesías; por estas contribuciones empezó a gozar de un cierto reconocimiento público.
Obtuvo en Viena un empleo en el Ministerio de Obras Públicas, pero renunció a las dos horas de iniciar el trabajo y volvió a su ciudad natal. Otras dos veces reiteró esta incapacidad para dedicarse a un trabajo estable que permitiera su autosustento. En Viena conoció a Ludwig Wittgenstein, a Adolf Loos y a Karl Kraus, así como al pintor Kokoschka.
En julio de 1913 publicó en Leipzig una primera recopilación de sus Gedichte (Poesías); sin embargo, drogadicto y alcohólico como era, padecía frecuentes crisis depresivas y le era imposible lograr un trabajo que no abandonara. Marchó a Berlín para reencontrarse con Gretl, que se había casado y divorciado enseguida provocándose un aborto por el cual se hallaba internada.
En 1914 fue reclutado para luchar en la Primera Guerra Mundial como oficial médico; su participación en la batalla de Grodek (actual Horodok en la Galitzia ucraniana) implicó que debiera asistir sin medicinas a noventa heridos graves; esto agravó su depresión, le ocasionó una grave crisis nerviosa y le provocó su primer intento de suicidio, motivo por el que fue internado el 7 de octubre de 1914 en un manicomio de Cracovia; allí escribió uno de sus poemas más conocidos, ("Grodek"), redactó su propio testamento (en que dejaba a su hermana Gretl una importante suma de dinero que le había facilitado su admirador, el futuro filósofo Ludwig Wittgenstein, y a von Ficker, quien le había ido a visitar, el legado poético llamado Klage II o "Lamento II"). Se suicidó el 3 de noviembre de 1914 con una sobredosis de cocaína. Su amigo Von Ficker lo describió así:
Siempre se le hacía difícil arreglárselas con el mundo exterior, al tiempo que iba ahondándose cada vez más en el manantial de su creación poética... Bebedor y drogadicto empedernido, jamás le abandonaba su porte noble, de un temple espiritual fuera de lo común; no hay hombre que haya podido verle jamás tambalearse siquiera, o ponerse impertinente cuando bebía, si bien, a horas avanzadas de la noche, su forma de hablar, por lo demás tan delicada y como rondando siempre un mutismo inefable, se endurecía a menudo con el vino de una manera peculiar y, entonces, podía aguzarse en una malicia relampagueante. Pero, por debajo, solía sufrir él más que aquéllos sobre cuyas cabezas descargaba como un rayo la daga de sus palabras en el corro enmudecido, pues en tales momentos parecía de una veracidad tal que le partiera auténticamente el corazón. Por lo demás era un hombre callado, ensimismado, pero en modo alguno reservado; al contrario, sabía entenderse bondadoso y humano como el que más con gente sencilla y franca de cualquier clase social, de la más alta a la más baja, con que tuvieran el corazón "en su sitio", en particular con los niños. Bienes apenas le quedaban, tener libros siempre le pareció superfluo, y acabó "liquidando" por lo que le dieran todo su Dostoievski, al que veneraba fervientemente... Entonces estalló la guerra, y Trakl tuvo que ir al frente en su antiguo puesto de farmacéutico militar con un hospital volante. A Galitzia. Al principio aquello pareció romper el hielo y arrancarle a su pesadumbre. Pero luego, tras la retirada de Grodek, recibí desde el hospital de plaza de Cracovia, adonde se le había llevado para observación por su estado psíquico, un par de cartas suyas que sonaban como llamadas de socorro de su alma.
Al saber de su muerte, su colega en poesía, Rainer Maria Rilke escribió: «¿Quién pudo él bien ser?». Póstumamente se editó una segunda recopilación de los poemas de Trakl, llamada Sebastian im Traum (traducida al castellano con el título "Sebastián en sueños" o "Sebastián en sueño").
 Su hermana Gretl se suicidó en 1917. Desde 1953 existe en Austria el Premio Georg Trakl de literatura.

## Crítica
Trakl se consideraba el continuador y sucesor de Hölderlin, cuyo estilo asimila y moderniza dentro de la estética del expresionismo, pero en él también influyeron Novalis y Rimbaud. En él aparecen los temas del expresionismo salvo el mundo del trabajo y la ciudad: la descomposición del yo a causa de la sociedad moderna, la angustia, la locura, el suicidio, la muerte, la vejez, la ruina, la enfermedad: «Todos los caminos conducen a la putrefacción negra». El hombre está en el centro de sus representaciones y no tiene sino un destino: pudrirse. Esta visión escatológica y apocalíptica, se desarrolla en un mundo sin Dios o donde Dios ha muerto según pregona Nietzsche, de quien Trakl asimila el nihilismo, otro tema expresionista. La vida está vacía de sentido. "Yo no he nacido sino a medias", escribió.
La poesía de Trakl va del decadentismo a lo Hugo von Hofmannsthal a la experiencia feroz de la Primera Guerra Mundial. En su estudio de 1961, La literatura expresionista alemana, de Trakl a Brecht, Walter Muschg  lo relaciona con todos los Karl Kraus, los Döblin, Werfel, Toller, Loerke, Heinrich Mann o Adolf Loos, y en especial lo compara con otro genio precoz, Hugo von Hofmannsthal:

La diferencia está en que Trakl vive lo que Hofmannsthal sólo escribe. Su conmoción queda patente en el desmoronamiento de las bellas imágenes de Hofmannsthal. La 'estructura' de sus versos es expresión, declara algo. Contiene una fuerza irresistiblemente explosiva, que se impone de forma tan funesta, que el mismo Trakl no es capaz de resistir su expresión y acaba destrozado. Su melancolía no sólo está determinada por la época, no es consecuencia de su alcoholismo y de las drogas, sino que existía ya desde un principio. Ya en una fotografía que le muestra a la edad de tres años, sus ojos tienen una expresión de incurable tristeza.

Trakl es un poeta tristísimo, obsesionado con temas como el mal y el desarraigo, que expresa de un modo oscuro y tétrico, lleno de herméticas alegorías y con un tono fuertemente desgarrado lleno de pesimismo. El paisaje, en él, es subjetivo, casi siempre de otoño y en todo caso opresivo y sombrío. En uno de sus aforismos dice: "Sólo aquel que desprecia la felicidad obtendrá la consciencia". Pone en escena personajes indeterminados como el huérfano, el viajero, el viejo, el novicio o figuras famosas pero sin orígenes ni identidad, como Kaspar Hauser, Elis o Helián; la poesía de Georg Trakl da la impresión muy a menudo de ser impersonal. Escribió a su amigo el escritor Erhard Buschbeck: «Terminaré por quedar siempre como un pobre Kaspar Hauser». Los colores en él son simbólicos: el blanco o el negro evocan la muerte, el azul la pureza.

## Principales trabajos
Sus principales trabajos se encuentran en los libros:
- Poemas (1913)
- Sebastian en el sueño (1915, edición póstuma)
- Der Herbst des Einsamen ( El otoño del solitario, e.p. 1920)
- Gesang der Abgeschieden ( Canción del fragmentado, e.p. 1933)
- Aus goldenem Kelch (Desde la copa de oro, e.p. 1939)
- Offenbarung und Untergang (Revelación y decadencia, e.p. 1947)

## literatura
- Hans Joachim Schliep: En la mesa el pan y el vino , Poesía y Religión de Georg Trakl, EAE (31. Januar 2020), ISBN 978-6200357427[1]